# Страда (Арецо)
Страда је насеље у Италији у округу Арецо, региону Тоскана.
Према процени из 2011. у насељу је живело 1038 становника. Насеље се налази на надморској висини од 376 м.